# Martin Lojek
Martin Lojek (* 19. srpna 1985, Brno) je český hokejový obránce. Je to odchovanec SKLH Žďár nad Sázavou. Většinu kariéry strávil v Třinci. Mezi jeho další působiště patří Brampton, Rochester, Florida a Pardubice.

## Hráčská kariéra
- 2002/2003 Brampton Battalion (OHL)
- 2003/2004 Brampton Battalion (OHL)
- 2004/2005 Brampton Battalion (OHL)
- 2005/2006 Rochester Americans (AHL), Florida Everblades (ECHL)
- 2006/2007 Florida Panthers (NHL), Rochester Americans (AHL)
- 2007/2008 Florida Panthers (NHL), Rochester Americans (AHL)
- 2008/2009 HC Moeller Pardubice (E), HC Oceláři Třinec (E)
- 2009/2010 HC Oceláři Třinec (E)
- 2010/2011 HC Oceláři Třinec (E)
- 2011/2012 HC Oceláři Třinec (E)
- 2012-2013 HC Oceláři Třinec
- 2013-2014 HC Oceláři Třinec, Piráti Chomutov
- 2014-2015 MHC Mountfield Martin
- 2015-2016 SKLH Žďár nad Sázavou
- 2016-2017 SK Horácká Slavia Třebíč
- 2017-2018 SKLH Žďár nad Sázavou